# Vladimir Petrović (cestista)
Vladimir Petrović, conosciuto anche come Vladimir Petrović-Stergiou (in serbo Влaдимир Петровић?; Belgrado, 27 gennaio 1977), è un cestista serbo naturalizzato greco.

## Carriera
Petrović-Stergiou ha iniziato la sua carriera con il Partizan Belgrado, militando fino 1997.
Nel 1997, si trasferisce a Borac Cacak. L'anno successivo viene ingaggiato nel Zorka Šabac. Successivamente si trasferisce in Grecia, nell'Aris Salonicco, nel 1999, e nel 2001 va nel Dramas KAO.
Nel 2002 milita nel Cáceres, squadra spagnola e nel 2003 si trasferisce in Germania nell'Alba Berlino. Ha poi giocato per il Breogán, nel 2004. Nella stagione 2005, va al Montepaschi Siena. Viene nuovamente ingaggiato nell'Aris e poi va al Paris Basket.
Rientra in Italia con la Virtus Bologna, e ritorna nel paese natale, tra le file del Mega Belgrado. Dopo di che, si traaferisce in Polonia, nel Anwil Wloclawek. Nel 2008 rientra per la 3 volta in Grecia, questa volta nel Panellinios, e nel 2009 poi si trasferisce a Iraklis. Successivamente è entrato Apollon Patras.

## Palmarès
- YUBA liga: 3

Partizan Belgrado: 1994-95, 1995-96, 1996-97
- Campionato tedesco: 1

Alba Berlino: 2002-03
- Coppa di Jugoslavia: 1

Partizan Belgrado: 1994, 1995